# Saint-Vincent-des-Prés, Saône-et-Loire
Saint-Vincent-des-Prés este o comună în departamentul Saône-et-Loire, Franța. În 2009 avea o populație de 117 de locuitori.

## Evoluția populației
| An        | 1975 | 1982 | 1990 | 1999 | 2006 | 2009 |
| --------- | ---- | ---- | ---- | ---- | ---- | ---- |
| Populație | 96   | 98   | 89   | 112  | 114  | 117  |